# 变叶风毛菊
变叶风毛菊（学名：Saussurea mutabilis）为菊科风毛菊属的植物，为中国的特有植物。分布于中国大陆的甘肃、陕西等地，生长于海拔1,300米至1,800米的地区，见于山坡林下，目前尚未由人工引种栽培。